# 2.2.2-Cryptand
Le 2.2.2-cryptand est l'un des membres les plus importants de la famille des cryptands, des chélateurs oligocycliques constitués d'au moins trois domaines complexants.

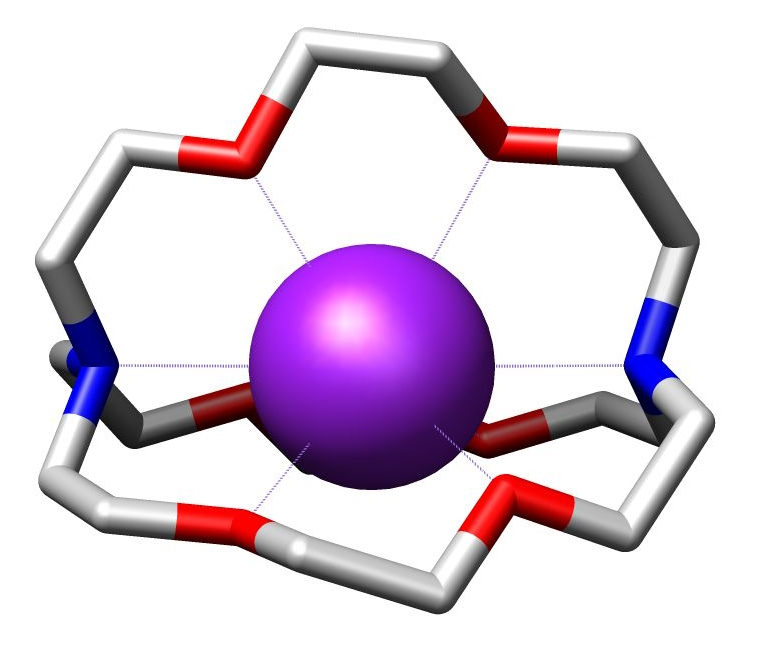
Structure par diffraction de rayons X d'un cryptate de sodium cristallisé.